# DNL 2014/15
Die Saison 2014/15 war die 15. Spielzeit seit Gründung der Deutschen Nachwuchsliga, der höchsten Nachwuchsliga im deutschen Eishockey. Sie wurde erstmals größeren Veränderungen unterzogen, so wurde die Anzahl der teilnehmenden Teams auf zwölf aufgestockt und die Liga in zwei Staffeln (Nord und Süd) zu je sechs Mannschaften geteilt.

## Teilnehmer und Modus

### Gruppe Nord
- Eisbären Juniors Berlin
- Düsseldorfer EG
- Krefelder EV
- Jungadler Mannheim
- Kölner EC
- HSV Young Freezers (Aufsteiger)

### Gruppe Süd
- EC Bad Tölz
- ESV Kaufbeuren
- EV Landshut
- EV Regensburg
- Starbulls Rosenheim
- Augsburger EV (Aufsteiger)

### Modus
Für einen Sieg nach der regulären Spielzeit werden einer Mannschaft drei Punkte gutgeschrieben, ist die Partie nach 60 Minuten unentschieden, erhielten beide Teams einen Punkt, dem Sieger der fünfminütigen Verlängerung (nur mit vier gegen vier Feldspielern) beziehungsweise nach einem nötigen Penaltyschießen wird ein weiterer Punkt gutgeschrieben. Verliert eine Mannschaft in der regulären Spielzeit, erhält sie keine Punkte.
Zunächst spielen die beiden Gruppen unverzahnt eine Einfachrunde (Vorrunde). Die jeweils vier Erstplatzierten beider Gruppen nehmen anschließend an einer gemeinsamen Doppelrunde (Hauptrunde) teil, durch die vier Teilnehmer für das Play-off-Halbfinale um die deutsche Meisterschaft ermittelt werden. Die Teams, die sich nicht für diese Hauptrunde qualifizieren konnten, spielen in einer Verzahnungsrunde mit der neu gegründeten DNL 2 gegen den Abstieg.

## Stadien
| Verein                  | Stadionname                                    | Stadionkapazität |
| ----------------------- | ---------------------------------------------- | ---------------- |
| Düsseldorfer EG         | Eisstadion an der Brehmstraße                  | 10285            |
| Jungadler Mannheim      | SAP Arena (Nebenhalle)                         | 500              |
| EV Landshut             | Eisstadion am Gutenbergweg                     | 6750             |
| Krefelder EV            | Rheinlandhalle                                 | 6714             |
| EV Regensburg           | Donau-Arena                                    | 4961             |
| Starbulls Rosenheim     | Städtisches Kathrein-Stadion                   | 4750             |
| Eisbären Juniors Berlin | Wellblechpalast                                | 4695             |
| EC Bad Tölz             | Hacker-Pschorr Arena                           | 4115             |
| ESV Kaufbeuren          | Eisstadion am Berliner Platz (SparkassenArena) | 2600             |
| Kölner EC               | Kölnarena 2                                    | 500              |
| Augsburger EV           | Curt-Frenzel-Stadion                           | 5200             |
| HSV Young Freezers      | Eisbahn Stellingen                             | 1500             |

## Vorrunde
Die jeweils vier Erstplatzierten beider Gruppen nehmen anschließend an einer gemeinsamen Doppelrunde (Hauptrunde) teil, durch die vier Teilnehmer für das Play-off-Halbfinale um die deutsche Meisterschaft ermittelt werden. Die Teams, die sich nicht für diese Hauptrunde qualifizieren konnten, spielen in einer Verzahnungsrunde mit der neu gegründeten DNL 2 gegen den Abstieg.
Abkürzungen: Sp. = Spiele, S = Siege, OTS = Siege nach Verlängerung, PSS = Siege nach Penaltyschießen, OTN = Niederlagen nach Verlängerung, PSN = Niederlagen nach Penaltyschießen, N = Niederlagen, Pkt = Gesamtpunkte, T = Tore, GT = Gegentore, Str. = Strafminuten, M = Meister, N = Neuling (Aufsteiger).

### Gruppe Nord
| Pl. | Mannschaft              | Sp | S  | OTS | PSS | OTN | PSN | N  | Pkt | %    | T  | GT | Str. | Heim    | Gast    |
| --- | ----------------------- | -- | -- | --- | --- | --- | --- | -- | --- | ---- | -- | -- | ---- | ------- | ------- |
| 1.  | Jungadler Mannheim (M)  | 20 | 15 | 0   | 1   | 0   | 1   | 3  | 48  | 80 % | 91 | 40 | 273  | 7-1-0-2 | 8-0-1-1 |
| 2.  | Eisbären Juniors Berlin | 20 | 11 | 2   | 0   | 1   | 0   | 6  | 38  | 63 % | 71 | 66 | 286  | 6-1-0-3 | 5-1-1-3 |
| 3.  | Düsseldorfer EG         | 20 | 10 | 0   | 2   | 1   | 1   | 6  | 36  | 60 % | 71 | 58 | 338  | 5-2-1-2 | 5-0-1-4 |
| 4.  | Kölner EC               | 20 | 6  | 1   | 0   | 1   | 1   | 11 | 22  | 37 % | 61 | 69 | 3347 | 3-1-0-6 | 3-0-2-5 |
| 5.  | Krefelder EV            | 20 | 5  | 1   | 1   | 2   | 1   | 10 | 22  | 37 % | 58 | 74 | 261  | 1-1-0-8 | 4-1-3-2 |
| 6.  | HSV Young Freezers (N)  | 20 | 3  | 2   | 0   | 1   | 0   | 14 | 14  | 23 % | 46 | 91 | 383  | 2-2-1-5 | 1-0-0-9 |

### Gruppe Süd
| Pl. | Mannschaft          | Sp | S  | OTS | PSS | OTN | PSN | N  | Pkt | %    | T  | GT | Str. | Heim    | Gast    |
| --- | ------------------- | -- | -- | --- | --- | --- | --- | -- | --- | ---- | -- | -- | ---- | ------- | ------- |
| 1.  | EC Bad Tölz         | 20 | 13 | 0   | 2   | 0   | 3   | 2  | 46  | 77 % | 85 | 42 | 416  | 7-0-2-1 | 6-2-1-1 |
| 2.  | Starbulls Rosenheim | 20 | 11 | 1   | 1   | 0   | 3   | 4  | 40  | 67 % | 70 | 42 | 213  | 8-0-1-1 | 3-2-2-3 |
| 3.  | ESV Kaufbeuren      | 20 | 9  | 0   | 2   | 0   | 0   | 9  | 31  | 52 % | 62 | 60 | 401  | 4-2-0-4 | 5-0-0-5 |
| 4.  | EV Regensburg       | 20 | 9  | 0   | 0   | 1   | 1   | 9  | 29  | 48 % | 69 | 63 | 231  | 5-0-1-4 | 4-0-1-5 |
| 5.  | EV Landshut         | 20 | 6  | 0   | 1   | 1   | 1   | 11 | 22  | 37 % | 43 | 64 | 326  | 3-0-2-5 | 3-1-0-6 |
| 6.  | Augsburger EV (N)   | 20 | 2  | 1   | 2   | 0   | 0   | 15 | 12  | 20 % | 40 | 98 | 345  | 0-2-0-8 | 2-1-0-7 |

## Hauptrunde
Die Mannschaften, die zum Ende der Hauptrunde die Plätze 1–4 belegen, sind für das Play-off-Halbfinale um die deutsche Meisterschaft qualifiziert. Für die übrigen Teams ist die Saison beendet.
| Pl. | Mannschaft              | Sp | S  | OTS | SOS | OTN | SON | N  | Pkt | T  | GT |
| --- | ----------------------- | -- | -- | --- | --- | --- | --- | -- | --- | -- | -- |
| 1.  | Kölner EC               | 22 | 11 | 2   | 2   | 2   | 0   | 5  | 43  | 62 | 51 |
| 2.  | Jungadler Mannheim      | 22 | 11 | 3   | 0   | 2   | 0   | 6  | 41  | 81 | 50 |
| 3.  | Eisbären Juniors Berlin | 22 | 8  | 3   | 1   | 3   | 1   | 6  | 36  | 62 | 61 |
| 4.  | EC Bad Tölz             | 22 | 9  | 1   | 2   | 0   | 2   | 8  | 35  | 69 | 62 |
| 5.  | Düsseldorfer EG         | 22 | 7  | 2   | 2   | 3   | 1   | 7  | 33  | 56 | 66 |
| 6.  | Starbulls Rosenheim     | 22 | 8  | 1   | 0   | 2   | 1   | 10 | 29  | 56 | 58 |
| 7.  | EV Regensburg           | 22 | 8  | 1   | 0   | 1   | 1   | 11 | 28  | 54 | 65 |
| 8.  | ESV Kaufbeuren          | 22 | 4  | 1   | 1   | 1   | 2   | 13 | 19  | 58 | 85 |

## Play-offs

### Halbfinale
- Kölner EC – EC Bad Tölz 2:0 (3:1, 7:4)
- Jungadler Mannheim – Eisbären Juniors Berlin 2:0 (2:1, 2:1)

### Finale
- Kölner EC – Jungadler Mannheim 0:2 (2:5, 1:5)

## Abstiegsrunde

### Gruppe Süd
Über die DNL2-Platzierungsrunde Süd, an der neben Platz 5 und Platz 6 der DNL Süd auch Platz 1 bis 6 der DNL2-Süd teilnahmen, konnten sich die Mannschaften des Augsburger EV und des EV Landshut sportlich für die DNL 2015/16 qualifizieren.

### Gruppe Nord
Über die DNL2-Platzierungsrunde Nord, an der neben Platz 5 und Platz 6 der DNL Nord auch Platz 1 bis 6 der DNL2-Nord teilnahmen, konnten sich die Mannschaften des Krefelder EV und des Hamburger SV sportlich für die DNL 2015/16 qualifizieren.